# Шупляк Ніна Дмитрівна

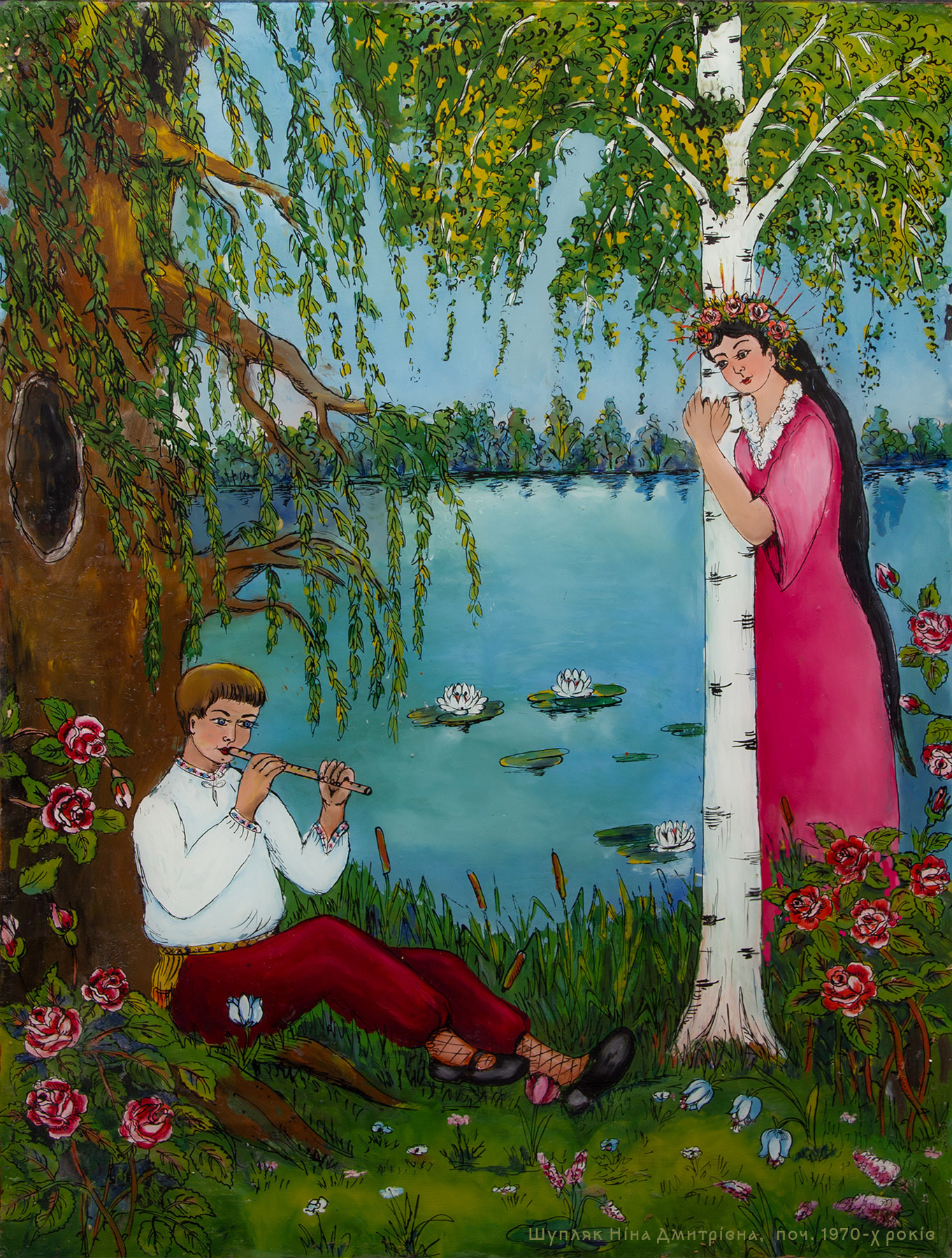
Картина Ніни Шупляк «Лісова пісня» (поч. 1970-х рр.)

Ніна Дмитрівна Шупляк (до шлюбу Черкевич; нар. 4 січня 1939, с. Рахни-Польові, Вінницька область) — українська майстриня народного живопису. Мати Олега Шупляка і бабуся Віталія Шупляка.

## Життєпис
Ніна Шупляк народилася 4 січня 1939 року в селі Рахнах-Польових Тиврівського району Вінницької области (нині Тиврівської громади Вінницького району Вінницької области України).
Закінчила Заліщицький сільськогосподарський технікум (1959), Тернопільський педагогічний інститут (1978). Проживає в с. Біще (нині Тернопільський район), де працювала агрономом, учителем образотворчого мистецтва і біології, завучем та директором місцевої школи.

## Творчість
У 13—14 років почала малювати картини на склі. Цю техніку майстриня опанувала самотужки. Протягом 1960—1980-х років її роботи були практично в кожній хаті сіл Біще, Поручині та Урмані Тернопільського району. Деякі з них залишилися на Вінниччині.
Творить в стилі наївного мистецтва (1950—1970-ті) та авторської народної картини (1980—2020-ті). Це можна простежити в сюжетно-побутовій тематиці, портретах, натюрмортах, пейзажах, іконах та релігійних картинах.
Основні твори:
- «Дівчата з віночками», «Ведмедики» (1959);
- «Дівчина з оленем» (поч. 1960-х);
- «Букет», «Троянди» (1961—1963);
- «Портрет Т. Шевченка» (1960-ті, 1970-ті);
- «Лісова пісня» (1970-ті);
- «Їхав козак на війноньку» (1970-ті),
- «Портрет І. Франка», «Тече вода із-за гаю...», «Садок вишневий коло хати...», «Козак від'їжджає, а дівчина плаче...» (1970—1980-ті);
- «Різдво Христове», «Свята Родина» (2007—2008) та інші.

У вересні 2017 року в Бережанському краєзнавчому музеї відбулося відкриття виставки Ніни Шупляк «Малярство на склі».